# Leiben
Leiben ist eine Marktgemeinde mit 1343 Einwohnern (Stand 1. Jänner 2024) im Bezirk Melk in Niederösterreich.

## Geografie
Leiben liegt am Südrand des Waldviertels im Tal des Weitenbaches in Niederösterreich. Die Donau fließt in einer Seehöhe von rund 200 Meter im Süden. Von dieser steigt das Gemeindegebiet nach Norden auf über 400 Meter an.
Die Fläche der Marktgemeinde umfasst 12,53 Quadratkilometer. Davon ist mehr als die Hälfte landwirtschaftliche Nutzfläche, 28 Prozent der Fläche sind bewaldet und zwölf Prozent entfallen auf Gewässer.

### Gemeindezusammenlegung
1971 erfolgte der Zusammenschluss mit der ehemals eigenständigen Gemeinde Lehen und 1972 der mit Weitenegg.

### Gemeindegliederung
Das Gemeindegebiet umfasst folgende neun Ortschaften (in Klammern Einwohnerzahl Stand 1. Jänner 2024):
- Ebersdorf (138)
- Kaumberg (30)
- Lehen (106)
- Leiben (776)
- Losau (117)
- Mampasberg (67)
- Neu-Weinzierl (23)
- Urfahr (35)
- Weinzierl (16)
- Weitenegg (35)

Die Gemeinde besteht aus den Katastralgemeinden Ebersdorf, Lehen, Leiben, Losau, Mampasberg und Weitenegg.

### Nachbargemeinden
| Artstetten-Pöbring | Weiten                                      |            |
| Klein-Pöchlarn     | Kompassrose, die auf Nachbargemeinden zeigt | Emmersdorf |
| Pöchlarn           | Zelking-Matzleinsdorf                       | Melk       |

## Geschichte
In einer Schenkungsurkunde des Jahres 1113 wurde mit Lupan eventuell Leiben bezeichnet. Gesichert ist die urkundliche Erwähnung 1196 mit Ortolf von Liuben (Leiben).
Ein Luitpold de Wideniche (Weitenegg) wurde 1108 urkundlich erwähnt. Weitenegg war der nördlichste Punkt einer Verteidigungslinie, die bis zur Schallaburg und zur Burg Peilstein bei St. Leonhard am Forst reichte. Im 16. Jahrhundert wurden die Anwesen Weitenegg und Leiben vereint und Weitenegg weiter ausgebaut. Am Ende des 17. Jahrhunderts wurde Weitenegg als Wohnsitz aufgegeben und verfiel. Heute ist es eine imposante Ruinen von 130 Meter Länge.
Die Festung Leiben wurde 1402 als Raubritternest auf kaiserlichen Befehl belagert und zerstört. 1473 erwarb der aus Kroatien stammende Ritter Andreas Krabat von Lappitz die Anlage und baute sie zu einer eigenen Herrschaft mit Landgericht aus. 1796 kaufte Kaiser Franz I. das Anwesen, es blieb bis 1918 im Besitz des Kaiserhauses. Danach wurde es dem Invalidenfonds übergeben, 1945 übernahmen es die Bundesforste. 1989 erwarb die Gemeinde Leiben das Gebäude, renovierte es und verwendet es seither als regionales Kulturzentrum.

### Einwohnerentwicklung
| Leiben: Einwohnerzahlen von 1869 bis 2024           | Leiben: Einwohnerzahlen von 1869 bis 2024 | Leiben: Einwohnerzahlen von 1869 bis 2024 | Leiben: Einwohnerzahlen von 1869 bis 2024 | Leiben: Einwohnerzahlen von 1869 bis 2024 |
| --------------------------------------------------- | ----------------------------------------- | ----------------------------------------- | ----------------------------------------- | ----------------------------------------- |
| Jahr                                                |                                           |                                           |                                           | Einwohner                                 |
| 1869                                                | 1869                                      |                                           | 853                                       | 853                                       |
| 1880                                                | 1880                                      |                                           | 940                                       | 940                                       |
| 1890                                                | 1890                                      |                                           | 1.057                                     | 1.057                                     |
| 1900                                                | 1900                                      |                                           | 1.091                                     | 1.091                                     |
| 1910                                                | 1910                                      |                                           | 1.121                                     | 1.121                                     |
| 1923                                                | 1923                                      |                                           | 1.042                                     | 1.042                                     |
| 1934                                                | 1934                                      |                                           | 1.125                                     | 1.125                                     |
| 1939                                                | 1939                                      |                                           | 1.107                                     | 1.107                                     |
| 1951                                                | 1951                                      |                                           | 1.094                                     | 1.094                                     |
| 1961                                                | 1961                                      |                                           | 1.202                                     | 1.202                                     |
| 1971                                                | 1971                                      |                                           | 1.264                                     | 1.264                                     |
| 1981                                                | 1981                                      |                                           | 1.304                                     | 1.304                                     |
| 1991                                                | 1991                                      |                                           | 1.344                                     | 1.344                                     |
| 2001                                                | 2001                                      |                                           | 1.289                                     | 1.289                                     |
| 2011                                                | 2011                                      |                                           | 1.357                                     | 1.357                                     |
| 2021                                                | 2021                                      |                                           | 1.337                                     | 1.337                                     |
| 2024                                                | 2024                                      |                                           | 1.343                                     | 1.343                                     |
| Quelle(n): Statistik Austria, Gebietsstand 1.1.2021 |                                           |                                           |                                           |                                           |

## Kultur und Sehenswürdigkeiten

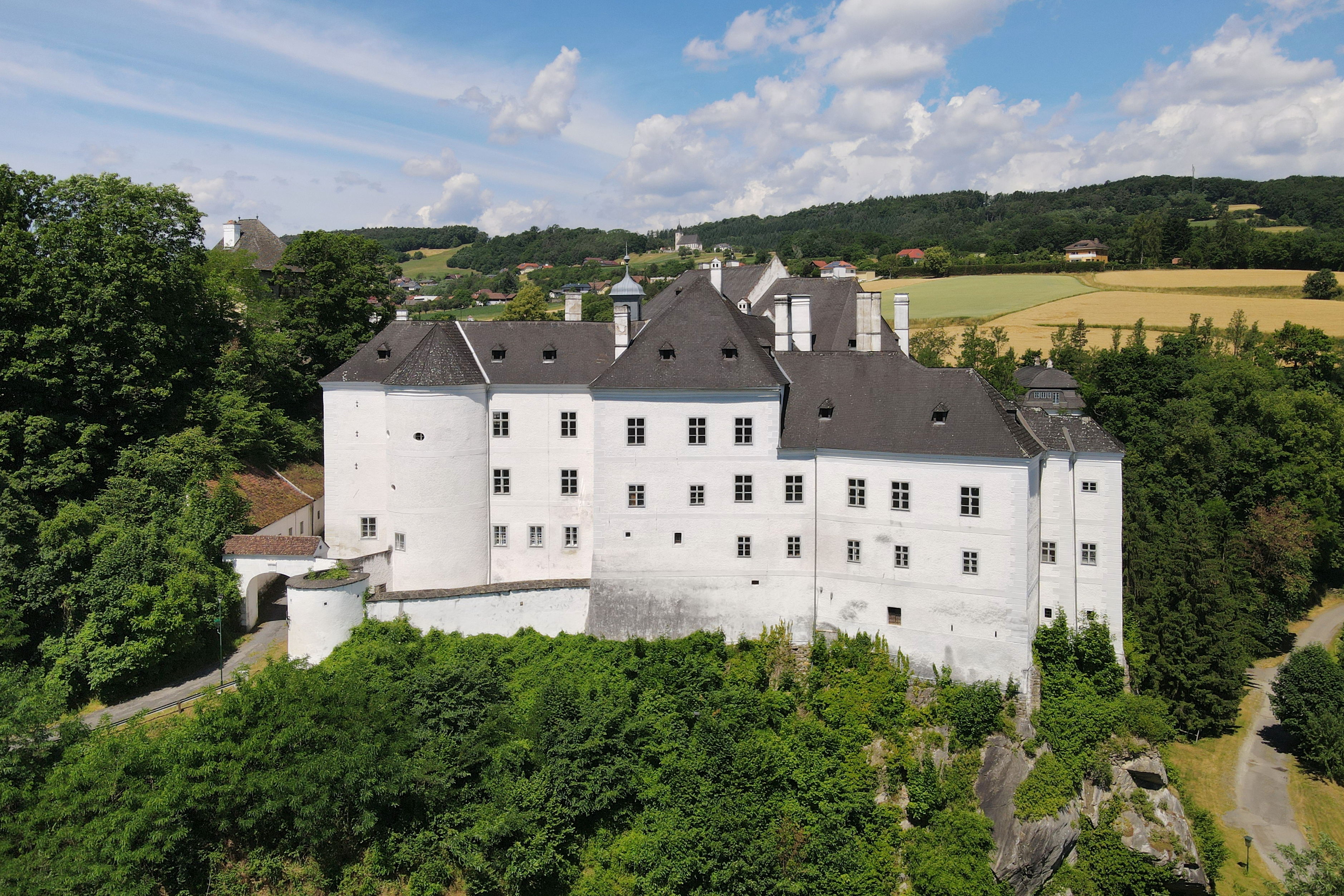
Schloss Leiben

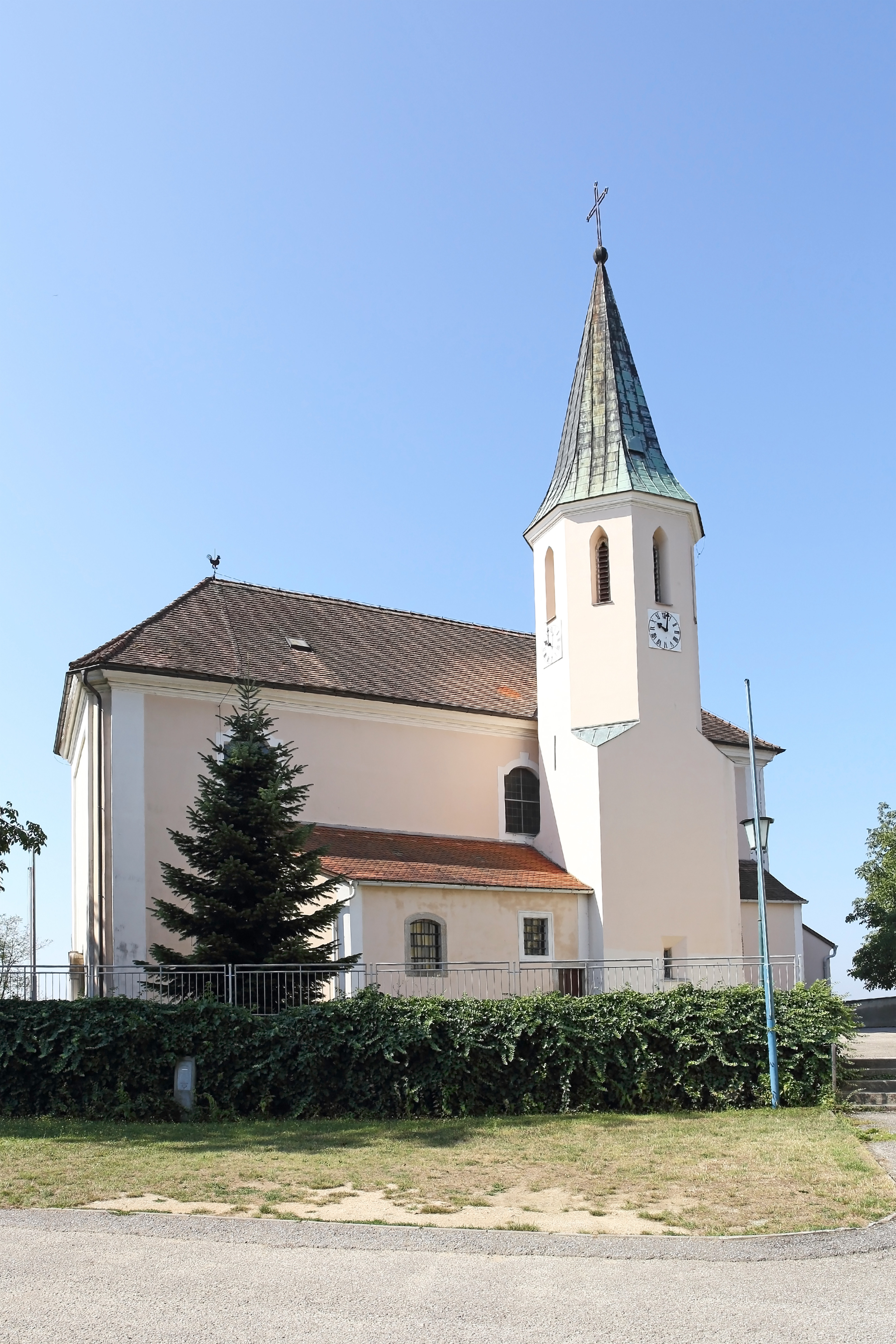
Pfarrkirche Lehen

- Burgruine Weitenegg: Die weitläufige Burganlage in Ost-West-Richtung ist urkundlich 1108 genannt. Der markante Bergfried wurde im 12. Jahrhundert errichtet und im Spätmittelalter um 2 Geschoße erhöht. Seit Mitte des 18. Jahrhunderts ist die Burg dem Verfall preisgegeben.
- Schloss Leiben
- Katholische Pfarrkirche Lehen hl. Blasius
- Landtechnikmuseum

Regelmäßige Veranstaltungen
- Osterausstellung
- Fest der Sinne
- Herbstrallye
- Hobby-Kunst-Advent
- Bass Island
- Lack- & Leder-Ball

## Wirtschaft und Infrastruktur
Nichtlandwirtschaftliche Arbeitsstätten gab es im Jahr 2001 47, land- und forstwirtschaftliche Betriebe nach der Erhebung 1999 47. Die Zahl der Erwerbstätigen am Wohnort betrug nach der Volkszählung 2001 619. Die Erwerbsquote lag 2001 bei 49,03 Prozent.
Die 1846 in Wien gegründete Farbenfabrik Habich übernahm 1921 die Ultramarin-Fabrik Setzer in Weitenegg, siedelte die Produktion hierher – an die logistisch günstige Donau – und erzeugt auch heute eine Palette an Pigmenten für Lacke und Baustoffe, darunter Bismutvanadat.

### Öffentliche Einrichtungen
In Leiben befindet sich ein Kindergarten und eine Volksschule.

### Altlasten
Etwa von 1940 bis 1980 wurden am Standort der Farbenfabrik Habich die anfallenden Abfälle, die massiv mit Schwermetallen belastet waren, ohne Sohl- und Böschungsicherung unmittelbar neben dem Weitenbach abgelagert. Im Jahr 2003 wurden diese Ablagerungen fast vollständig entfernt und entsorgt, nur im überbauten Bereich verblieb eine geringe Menge an verunreinigtem Material. Weiters wurde eine Teilumschließung errichtet, womit die Altlast nunmehr keine erhebliche Gefährdung für die Umwelt darstellt und als gesichert zu bewerten ist.

## Politik

### Gemeinderat
Der Gemeinderat hat 19 Sitze.
- Bei der Gemeinderatswahl 2005 erreichte die SPÖ 13 und die ÖVP 6 Mandate.[12]
- Bei der Gemeinderatswahl 2010 verlor die SPÖ einen Sitz an die ÖVP.[13]
- Bei der Gemeinderatswahl 2015 verlor die SPÖ einen weiteren Sitz an die ÖVP.[14]
- Bei der Gemeinderatswahl 2020 traten die Sozialdemokraten als Bgm. Gerlinde Schwarz und Team  (SPÖ) an und konnten ihre 11 Sitze halten. Die ÖVP verlor 2 von 8 Sitzen, diese erlangten die erstmals antretenden Grünen.[15]
- Mit den Gemeinderatswahlen in Niederösterreich 2025 hat der Gemeinderat folgende Verteilung: 11 SPÖ und 8 ÖVP.[16]

### Bürgermeister
| Bürgermeister der ehemaligen Gemeinde Leiben waren: - 1850–1855 Nunhart Kaufmann - 1855–1867 Franz Kremser - 1868–1876 Robeet Hora - 1877–1900 Ernst Meyer - 1900–1936 Anton Reschenhofer - 1936–1945 Johann Rupp - 1945–1965 Hermann Kelb-Geyer - 1965–2000 Anton Hochstöger - 2000–2013 Karlheinz Spring - 2013–2016 Franz Raidl | Bürgermeister der ehemaligen Gemeinde Lehen waren: - 1928–1939 Johann Eder - 1939–1942 Johann Pfaffeneder - 1942–1945 Johann Rupp - 1945–1950 Johann Eder - 1950–1965 Anton Tschabek - 1965–1970 Ferdinand Loidelsbacher - 1970–1971 Franz Steiner | Bürgermeister der ehemaligen Gemeinde Weitenegg waren: - 1850–1860 Ignaz Stöger - 1861–1874 Johann Setzer - 1874–1879 Ignaz Schanchner - 1880–1890 Hieronymus Söllner - 1891–1894 Johann Glück - 1906–1919 Josef Becicka - 1920–1929 Franz Söllner - 1930–1934 Karl Pausner - 1935–1938 Ignaz Söllner - 1938–1943 Ludwig Gruber - 1943–1945 Leopold Trull - 1945–1950 Michael Maier - 1951–1954 Ludwig Gruber - 1955–1955 Michael Maier - 1956–1972 Johann Gruber |

Die Bürgermeister der letzten Jahre sind:
- 2000–2013 Karl-Heinz Spring (SPÖ)[19]
- 2013–2016 Franz Raidl (SPÖ)[20]
- seit 2016 Gerlinde Schwarz (SPÖ)

### Wappen
Am 19. Jänner 1513 erhob Kaiser Maximilian I. auf Bitten des Ulrich von Krabat sein Dorf Leiben zu einem Markt, die Leute darin zu Bürgern und verlieh dem Markt einen Jahrmarkt am 4. Juli (Ulrich), einen Wochenmarkt an einem Mittwoch und folgendes Marktwappen:
ain leibraben Schillt, ain driegketen Perg, auf dem mittern Perg des Schillts über sich stehende ain aichern Pawn mit aucht grünen ausgepraigten Essten für sich im Schillt und vier in dem hindern Teil des Schillts sehende.
(Entnommen aus der Chronik der Marktgemeinde Leiben)  Ein hautfarbenes Schild, drei grüne Hügel auf dem mittleren Hügel steht eine Eiche mit acht ausgeprägten Ästen, braune Umrandung.
Der Gemeinde Weitenegg wurde 1958 ein Marktwappen verliehen, das in einem goldenen Schild einen rechtsgewendeten schwarzen Panther zeigt. Es ist das Familienwappen der im 12. Jahrhundert ausgestorbenen Grafen von Tengeling-Peilstein, den ältesten nachweisbaren Besitzern der Weitenegger Burg.

## Persönlichkeiten

### Söhne und Töchter der Gemeinde
- Alois Lechner (1849–1919), Politiker (CSP), Gast- und Landwirt